# Karl Geiringer
Karl Johannes Geiringer (* 26. April 1899 in Wien, Österreich-Ungarn; † 10. Januar 1989 in Santa Barbara, Kalifornien) war ein US-amerikanischer Musikwissenschaftler jüdisch-österreichischer Herkunft.

## Familie
Karl Geiringer stammt aus der Familie des ungarischen Textilfabrikanten Ludwig Geiringer († 1932) und seiner Ehefrau Martha geborene Wertheimer. Seine Geschwister waren der später promovierte Ernst Geiringer, die spätere Mathematikerin und Privatdozentin Hilda Geiringer (1893–1973) und der spätere Ingenieur Peter Geiringer.

## Leben
Karl Geiringer studierte an der Universität Wien Musikgeschichte bei Guido Adler und seinem damaligen Assistenten Wilhelm Fischer sowie bei Curt Sachs und Johannes Wolf in Berlin und wurde 1923 in Wien promoviert. Von Hans Gál ließ er sich in Komposition unterrichten.
Geiringer arbeitete zuerst beim Wiener Philharmonischen Verlag und wurde 1930 Bibliothekar der Sammlungen der Gesellschaft der Musikfreunde in Wien. Zu dieser Zeit bereits ein führender Musikwissenschaftler und Musikherausgeber veröffentlichte er bedeutende Werke zum Leben deutscher Komponisten und entdeckte bis dahin unbekannte Kompositionen großer Meister, beispielsweise die Acht Polonaisen (1828) von Robert Schumann.
Nach dem „Anschluss Österreichs“ musste er 1938 als Jude Österreich verlassen und floh nach London. Hier war er für die BBC tätig und arbeitete für das Grove Dictionary of Music and Musicians sowie als Gastprofessor am Royal College of Music. 1940 übersiedelte er in die Vereinigten Staaten und erhielt im selben Jahr eine Lehrstelle am Hamilton College New York. 1942 wurde er an die Boston University (School of Fina and Applied Arts) berufen, wo er die nächsten 21 Jahre tätig war. Ab 1958 publizierte er mit seiner Gattin Irene Geiringer über die weiblichen Nachkommen von Johann Sebastian Bach. 1959 wurde er in die American Academy of Arts and Sciences gewählt. 1962 nahm er eine Professur an der University of California an, wo er 1972 in Pension ging. Seit 1986 war er korrespondierendes Mitglied der Bayerischen Akademie der Wissenschaften.
Seine Schwester, Hilda Geiringer (1893–1973), war eine Mathematikerin und Hochschullehrerin.

## Auszeichnungen
- 1959: Ernennung zum Mitglied („Fellow“) der American Academy of Arts and Sciences
- Zweimalig Präsidentschaft der American Musicological Society
- Ehrenmitgliedschaft in der American Musicological Society